# Erik Almlöf
Erik Albin Almlöf (Stoccolma, 20 dicembre 1891 – Jenkintown, 18 gennaio 1971) è stato un triplista svedese.

## Biografia
Nel 1912 prese parte ai Giochi olimpici di Stoccolma conquistando la medaglia di bronzo con la misura di 14,17 m. Nel 1913 e 1914 fu campione nazionale svedese del salto triplo e si classificò terzo agli AAA Championships nel Regno Unito. Nel 1915 e 1916 vinse due medaglie d'oro al meeting tra Svezia e Stati Uniti e nel 1916 fu medaglia d'argento ai campionati statunitensi di atletica leggera, sia indoor che outdoor.
Nel 1920 fu nuovamente medaglia di bronzo ai Giochi olimpici di Anversa alle spalle del finlandese Vilho Tuulos e dello svedese Folke Jansson. La sua ultima competizione internazionale furono i Giochi di Göteborg del 1923, dove si classificò quarto. Morì durante un viaggio d'affari negli Stati Uniti nel 1971.

## Palmarès
| Anno | Manifestazione  | Sede      | Evento       | Risultato | Prestazione | Note |
| ---- | --------------- | --------- | ------------ | --------- | ----------- | ---- |
| 1912 | Giochi olimpici | Stoccolma | Salto triplo | Bronzo    | 14,17 m     |      |
| 1920 | Giochi olimpici | Anversa   | Salto triplo | Bronzo    | 14,270 m    |      |

## Campionati nazionali
- 2 volte campione svedese del salto triplo (1913, 1914)